# Wiki

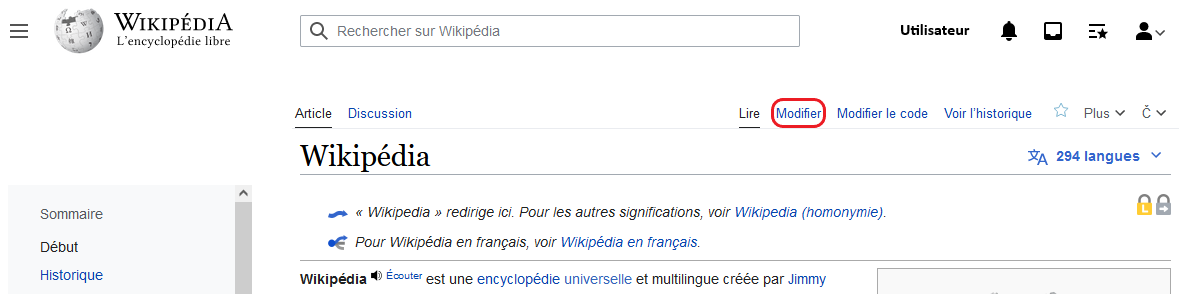
Exemple de lien pour modifier la page d'un wiki, ici la page « Wikipédia » sur Wikipédia en français.

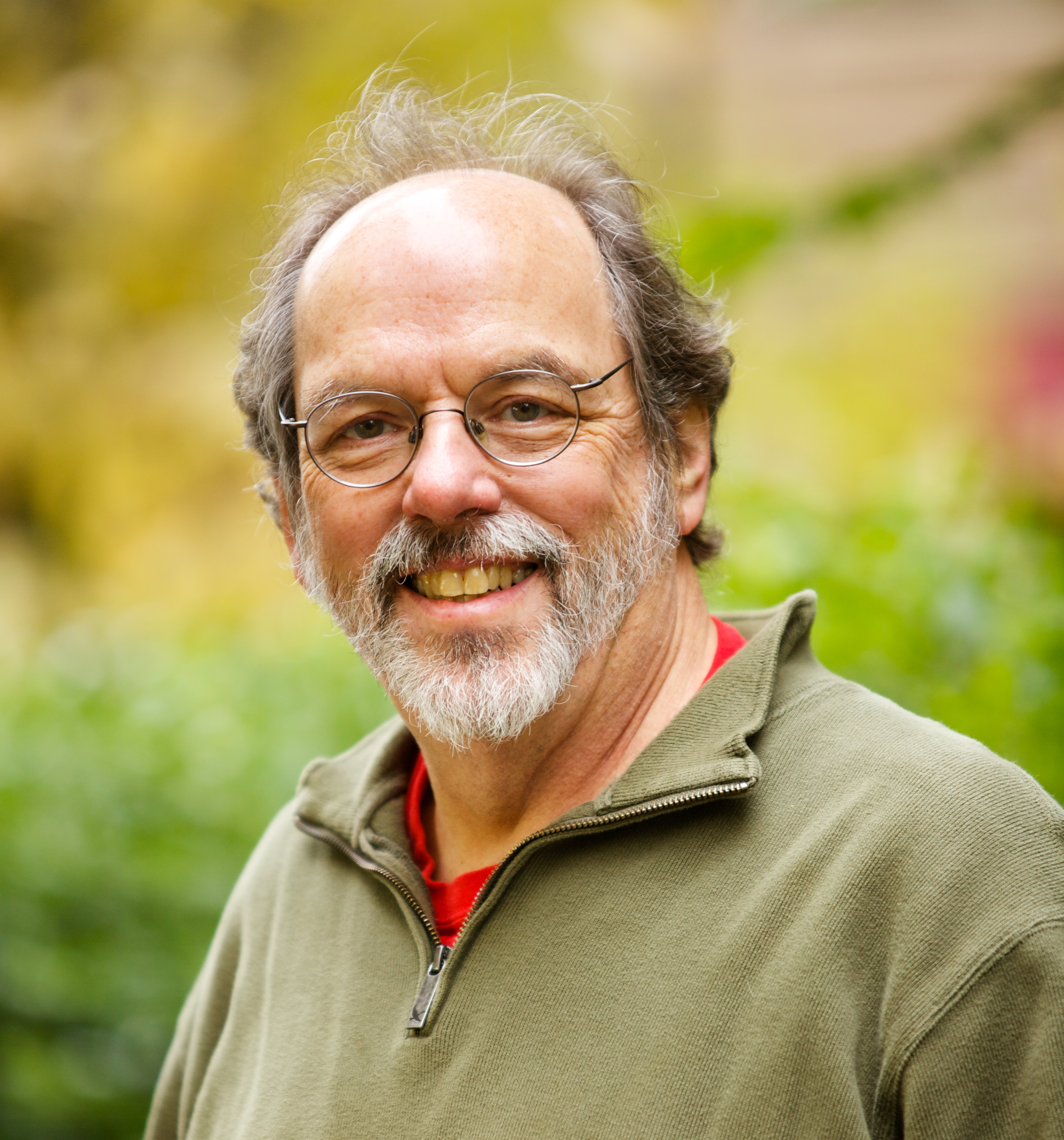
Ward Cunningham, inventeur du wiki.

Un wiki est une application web qui permet la création, la modification et l'illustration collaboratives de pages à l'intérieur d'un site web. Il utilise un langage de balisage, le wikitexte, et son contenu est modifiable au moyen d’un navigateur web. C'est un logiciel de gestion de contenu, dont la structure implicite est minimale, tandis que la structure explicite se met en place progressivement en fonction des besoins des usagers.
Le premier wiki, créé en 1995 par Ward Cunningham pour réaliser la section d’un site sur la programmation informatique, fut appelé WikiWikiWeb. En 2021, selon Alexa Internet, le site géré par wiki le plus consulté est Wikipédia.

## Définition du terme

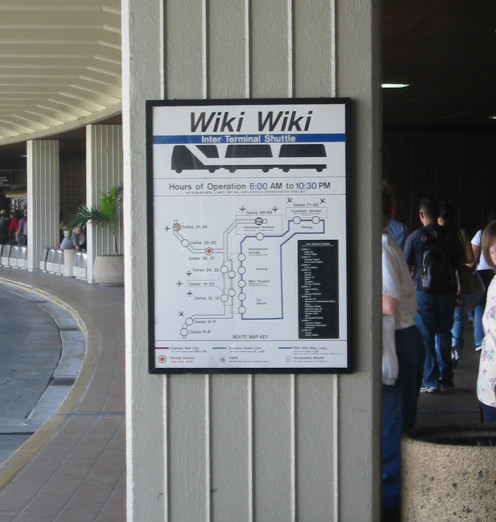
Signalisation Wiki Wiki à l'aéroport international d'Honolulu.

Le mot hawaïen wikiwiki signifie en français « rapide », « vite » ou « informel ». Il a été choisi par Ward Cunningham lorsqu'il créa le premier wiki, qu'il appela WikiWikiWeb. Il utilisa l'expression « wiki wiki », un redoublement qui signifie « très rapide », « très vite », parce que c'est le premier terme hawaïen qu'il apprit lorsqu'il dut prendre un bus à la sortie de l'aéroport, et qu'au moment de créer son site, il voulait un terme amusant pour dire rapide. Dans l'URL du site apparaissait uniquement le terme « wiki », ce qui a probablement poussé les visiteurs à l'appeler ainsi. Pour l'OQLF, le terme « wiki » est un nom commun qui s'accorde au pluriel.
Le journal The Economist relève que le mot wiki peut être lu comme l'acronyme de « What I Know Is » (littéralement : « ce que je sais est » ou « voici ce que je sais »). Le concours de création littéraire et artistique Dis-moi dix mots a sélectionné le mot « wiki » pour son édition de 2014-2015 et en donne une définition.

## Fonctionnement technique
Un wiki fonctionne grâce à un moteur de wiki : c'est un logiciel installé sur le système hôte du site web.

### Identification des visiteurs
Un wiki peut être configuré pour permettre la modification des pages à tous les visiteurs, ou aux seuls visiteurs inscrits. Dans le cas des wikis qui sont complètement ouverts au public, diverses procédures techniques et sociales sont mises en œuvre pour limiter et annuler les modifications indésirables.
Lorsqu'un wiki autorise des visiteurs anonymes à modifier les pages, c'est l'adresse IP de ces derniers qui les identifie ; les utilisateurs inscrits peuvent quant à eux se connecter sous leur nom d'utilisateur.

### Modification des pages
On accède à un wiki, en lecture comme en écriture, avec un navigateur web classique. On peut visualiser les pages dans deux modes : le mode lecture, qui est le mode par défaut, et le mode écriture, qui présente la page sous une forme qui permet de la modifier. Seules les informations générales de navigation servant de modèle à la structure de la page ne sont pas modifiables. En mode écriture, le texte de la page, affiché dans un formulaire web, s'enrichit de caractères supplémentaires, suivant les règles d'une syntaxe informatique particulière : le wikitexte, qui permet d'indiquer la mise en forme du texte, de créer des liens, de disposer des images, etc. Le wikitexte a été conçu pour que les fonctionnalités les plus courantes soient faciles à assimiler et saisir. Depuis 2013, MediaWiki, le moteur de Wikipédia, propose également, au lieu du wikitexte, une interface d'édition WYSIWYG.
L'édition des pages, en écriture, est accessible à tout internaute, soit de façon anonyme, soit après création d'un compte d'utilisateur.

### Liens et création de pages
Les wikis favorisent la création d'hyperliens en simplifiant l'écriture et en n'imposant aucune contrainte organisationnelle. Ainsi, chaque page web contient de nombreux liens qui la relient à d'autres pages, sans structure hiérarchique apparente. Il existe des fonctionnalités pour classer, ou plus précisément retrouver les pages, mais elles ne sont pas indispensables. Le wiki devient donc un foisonnement de pages mises au même niveau et reliées les unes aux autres, selon la logique propre au contenu de chacune d'entre elles.
Originellement, les wikis utilisaient le camel case (comme « CompteUtilisateur ») pour générer automatiquement des liens vers d'autres pages. Certains wikis ont des règles syntaxiques distinctes pour la création de liens, à l'exemple de MediaWiki où l'utilisateur emploie les crochets.
L'apparence des liens (par exemple leur couleur) varie selon qu'ils mènent à une page existante ou à une page encore inexistante, que l'utilisateur a, toutefois, la possibilité de créer.

### Suivi des modifications
Certains wikis permettent à un contributeur enregistré de suivre l'évolution d'une page, ou les contributions d'une personne en particulier, ou toutes les créations de page par exemple. Ces suivis aident à détecter les modifications indésirables comme le vandalisme et le spam.

### Historique
L'écriture collaborative des pages rend très utile l'existence d'un historique des modifications. L'historique indique généralement la date de la modification, l'auteur, et la teneur (diff) de chaque modification. À partir de là, il est notamment possible de revenir à une version antérieure pour annuler une modification indésirable. L'historique permet d'attribuer chaque contribution au texte final, ce qui est notamment utile pour enquêter sur les actes malveillants (calomnie, violation de secret, etc.). L'historique fournit enfin, implicitement, la liste des auteurs de chaque page.

## Aspects sociaux

### Histoire de la wikisphère
Ayant évolué à partir des modèles d'origine, tels que le Portland Pattern Repository, les wikis ont connu tout d'abord une phase d'exploration logicielle jusque vers 1999. De 2000 à 2005, une succession de tentatives dans la « Terrewiki francophone », ou wikisphère apportent chacune des innovations. Le serveur Crao Wiki, apparu en 2003, s'attribue la tâche de répertorier les usages en cours sur les wikis et de définir des normes. Cette activité se poursuit essentiellement jusqu'en 2007, accompagnée par deux autres « wikis sur le wiki » : MeatBall Wiki et Community Wiki.
Ce travail hybride d'observation et de définition de normes donne notamment lieu à des analyses de l'histoire de la wikisphère francophone ou à une polémique sur la valeur sociale de l'outil wiki et ce que l'on peut en attendre. Un des intervenants majeurs de l'époque, surnommé Cybermarxiste, établit dix points qui prouvent que l'outil wiki échoue à atteindre son but et qui restent à maints égards pertinente depuis lors.
Cybermarxiste définit ainsi le wiki : « Un wiki est un site thématique dont n'importe qui peut être rédacteur en chef, ce qui évite la production de bruit, parce que l'on y travaille de manière collaborative :  c'est un gain formidable; et comme chacun peut rectifier les erreurs, et que les limites des médias classiques sont dépassées, on produit collectivement de la pensée et du vrai, dans une sorte de cénacle de penseurs hors du temps, d'une manière rapide et efficace, et sans se laisser instrumentaliser par un groupe ou une idéologie. »
Il segmente ces caractéristiques en dix points qu'il critique ensuite un à un :
1. La majorité des wikistes sont des informaticiens ou des geeks. Le contenu est souvent déprécié au profit de la discussion sur l'outil. Le propos du wiki n'est jamais de traiter d'un thème, mais juste de propager « une certaine façon d'écrire » ;
2. Si tout le monde peut être « rédacteur », il est faux de dire que tout le monde est « rédacteur-en-chef » ;
3. Le wikiwiki ne filtre pas les trolls, il en crée même davantage ;
4. Le temps de travail étant réparti sur de multiples collaborateurs et comportant des temps morts propres au travail de groupe (discussion, consensus), la collaboration n'est pas un gain pour l'individu ;
5. Un wiki est un site sur lequel « n'importe qui peut écrire n'importe quoi ». Des contributeurs à la fois butés et de bonne foi peuvent apporter des erreurs. Une divergence de pratiques peut générer des discussions sans fin et mettre à mal le partage du travail. Mais une régulation trop dure peut éloigner des contributeurs ;
6. Les principales limites du médiatique (ligne éditoriale contrôlée) demeurent intactes ;
7. Le propos des wikis n'est pas la pensée, mais son exact opposé, l'opinion et non le vrai ;
8. Il n'y pas de débat serein, intemporel et détaché de la société dans la discussion sur un wiki ;
9. L'apprentissage n'est pas rapide à cause de la complexité de la syntaxe, des usages, des discussions et du caractère de chaque intervenant ;
10. Le wiki n'est pas un média neutre et nie l'expression de la pensée libre et individuelle[12].

Dans sa thèse de doctorat de 2009 sur la collaboration massivement distribuée et la gestion du savoir en ligne, Emmanuel Ruzé reprend ces considérations et d'autres appliquées à la communauté des utilisateurs de WordPress. À partir de 2007, la nécessité de définir des normes wiki semble en effet devenir moins pertinente du fait d'une relative standardisation des pratiques. Les wikis semblent plus éparpillés dans leur zoologie surtout depuis que les modes d'édition collaborative ont évolué entre-temps.

### Fonctionnement humain
Lorsqu'une page est modifiée, les contributeurs réguliers qui suivent les évolutions de cette page peuvent vérifier et, si besoin, corriger ou compléter la modification effectuée. Ainsi, les actes de vandalisme, le spam et les divers détournements peuvent être rapidement détectés et annulés.
Le logiciel dispose de diverses fonctions et d'un système de gestion des droits d'utilisation de ces fonctions. Ainsi, les utilisateurs d'un site web écrit avec un wiki peuvent être répartis en différentes familles ayant chacune accès à tout ou partie des fonctions du logiciel.

## Liste
Les sites les plus notoires utilisant la technologie wiki sont, dans l'ordre alphabétique :
- Désencyclopédie[14] (en anglais Uncyclopedia[15])
- EcuRed[16]
- International Music Score Library Project
- Vikidia[17],[18]
- Wikibooks (aussi appelé Wikilivres)[19]
- Wikidata
- WikiHow[20],[21]
- Wikimanche
- Wikimedia Commons
- Wikinews
- Wikipédia
- Wikiquote[22]
- Wikisource
- Wikispecies[23],[24]
- Wikitravel
- Wikiversité
- Wikivoyage
- Wiktionnaire
- Wookieepedia[25]
- Fandom.

Wikibooks, Wikidata, Wikimedia Commons, Wikinews, Wikipédia, Wikiquote, Wikisource, Wikispecies, Wikiversité, Wikivoyage et Wiktionnaire sont affiliés à la Fondation Wikimédia. Ils constituent le « mouvement Wikimédia ».

## Histoire

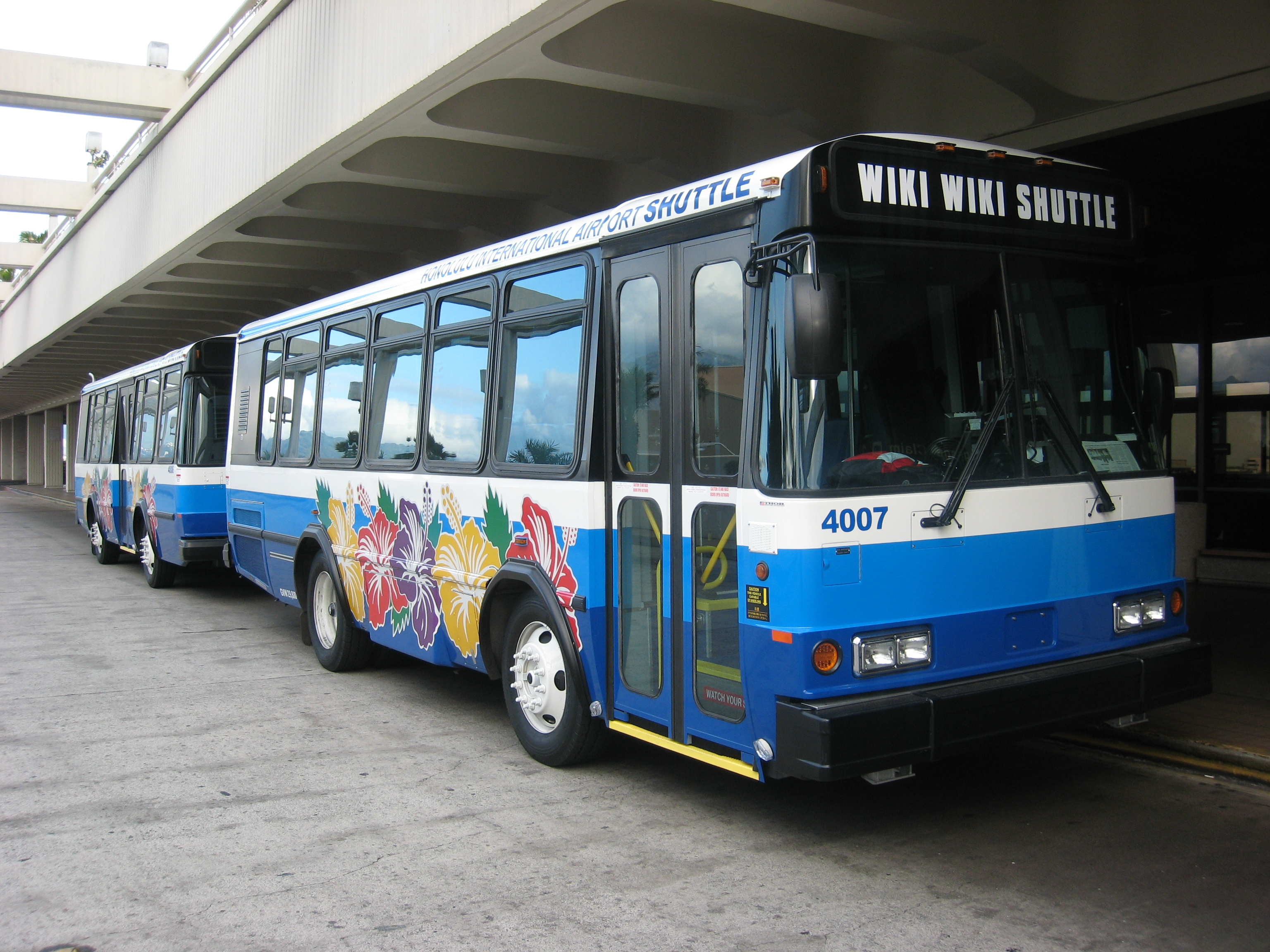
Navette Wiki Wiki à l'aéroport international d'Honolulu

WikiWikiWeb est le premier wiki. Ward Cunningham  commence à le développer en 1994 et l'installe sur le domaine Internet c2.com le 25 mars 1995. Cunningham lui donne ce nom après s'être souvenu d'un employé du comptoir de l'aéroport international d'Honolulu lui disant de prendre le bus « Wiki Wiki Shuttle » qui circule entre les terminaux de l'aéroport, observant plus tard que « j'ai choisi wiki-wiki comme substitut allitératif de « quick » et j'ai ainsi évité de nommer ce truc quick-web»,.
Le système de Cunningham s'inspire de son utilisation du logiciel hypertexte HyperCard d' Apple, qui permet aux utilisateurs de créer des « piles » de pages  virtuelles interconnectées. HyperCard, cependant, est  mono-utilisateur, et Cunningham s'est inspiré des idées de Vannevar Bush, l'inventeur de l'hypertexte, en permettant aux utilisateurs de « commenter et de modifier le texte des autres ». Cunningham dit que ses objectifs étaient de relier les expériences des gens pour créer une nouvelle littérature pour documenter les modèles de programmation, et d'exploiter le désir naturel des gens de parler et de raconter des histoires avec une technologie qui serait confortable pour ceux qui n'étaient pas habitués à « l'écriture ».
Wikipédia est le site wiki le plus célèbre [pas clair]et il est  lancé en janvier 2001 et entré dans le top dix des sites Web les plus populaires en 2007. Au début des années 2000, les wikis sont de plus en plus adoptés dans les entreprises en tant que logiciels collaboratifs. Les utilisations courantes comprennent la communication de projet, les intranets et la documentation, initialement pour les utilisateurs techniques. Certaines entreprises utilisent les wikis comme logiciel collaboratif et comme remplacement des intranets statiques, et certaines écoles et universités utilisent les wikis pour améliorer l'apprentissage en groupe . Le 15 mars 2007, le mot wiki est répertorié dans le Oxford English Dictionaryen ligne.